# Kurt Riemer (Politiker)
Kurt Riemer (* 28. Januar 1909 in Schöneberg; † 30. November 2004) war ein deutscher Politiker (SED), Wirtschaftsfunktionär und Widerstandskämpfer gegen den Nationalsozialismus.

## Leben
Riemer, Sohn eines Zugführers und eines Dienstmädchens, besuchte von 1915 bis 1926 die Volksschule und erlernte von 1923 bis 1927 den Beruf des Werkzeugmachers bei der Siemens AG. Dort wurde er 1928 entlassen, seit Dezember 1929 arbeitete er als Einrichter und seit 1932 im Werkzeugbau bei der Osram GmbH in Berlin-Moabit. Ab 1925 war Riemer im Deutschen Metallarbeiter-Verband (DMV) gewerkschaftlich organisiert, 1931 trat er der Kommunistischen Partei Deutschlands (KPD) und der Revolutionären Gewerkschafts-Opposition (RGO) bei. Bei Osram lernte er Robert Uhrig kennen. Ab 1932 leitete er mit diesem zusammen die Betriebszelle der KPD. Riemer beteiligte sich auch an der Herstellung der Zeitung „Rote Osram-Lampe“.
Unmittelbar nach der „Machtergreifung“ der Nationalsozialisten 1933 beteiligte sich Riemer am Widerstand gegen das NS-Regime. Am 10. Januar 1934 wurde er das erste Mal verhaftet. Er wurde zunächst in das Maikowski-Haus der SA in Berlin-Charlottenburg, später in das KZ Columbiahaus in Berlin-Tempelhof verbracht. Nach einigen Wochen wurde Riemer entlassen. Mitte Januar 1936 traf er sich mit Robert Uhrig, der zwei Tage Hafturlaub zur Beisetzung seiner Frau erhalten hatte. Seit Anfang 1937 war Riemer bei der Firma Kiese in Berlin-Neukölln beschäftigt. Dort hatte er Verbindung zu Gisela Mannaberg – der Schwester von Hans-Georg Mannaberg – und Fritz Selke. 1938 wurde Riemer (Deckname „Oskar“) Mitglied der Leitung der Uhrig-Organisation. Nach der Verhaftung von Uhrig übernahm er 1942 auch deren Leitung. Riemer beteiligte sich etwa alle zwei Wochen an Schulungen, die als Gesangsverein getarnt waren, in einer Wohnung in der Siegfriedstraße in Berlin-Lichtenberg. Ab 1938 wohnte er in Blankenfelde bei Berlin. Seit Ende 1938 arbeitete er bei der Firma Dr. Thiedig & Co., einem Spezialbetrieb für Lehrenbau und Fertigung von Teilen für Kraftstoffpumpen für Kampfflugzeuge in Berlin-Kreuzberg. Er leitete die dortige Widerstandsgruppe. Riemer organisierte 1940 zusammen mit anderen einen Streik um Verbesserung der Arbeitsbedingungen. Im Sommer 1940 erhielt er über Hildegard Jadamowitz Verbindung zu der Widerstandsgruppe um Herbert Baum. Am 9. September 1943 wurde er erneut verhaftet. Zunächst im Gefängnis Lehrter Straße in Berlin-Tiergarten inhaftiert, wurde er am 25. Oktober 1943 in das KZ Sachsenhausen verbracht. Im April 1945 konnte er während des Todesmarsches nach Crivitz fliehen.
Von Mai bis Dezember 1945 fungierte er zunächst Bürgermeister in Telschow (Kreis Ostprignitz) und war anschließend von Januar bis April 1946 als Werkzeugmacher bei der AEG Brunnenstraße in Berlin-Wedding beschäftigt. 1946 wurde er Mitglied der Sozialistischen Einheitspartei Deutschlands (SED). Von Mai 1946 bis 1948 wirkte er als Sachbearbeiter bzw. Leiter der Abteilung zur Überprüfung ausländischen Vermögens bei der Zentralen Kommission für Sequestrierung und Beschlagnahme. Im April 1948 wurde er Hauptabteilungsleiter im Ausschuss zum Schutz des Volkseigentums der Deutschen Wirtschaftskommission (DWK) und war zuständig für die Ermittlung ausländischen Vermögens. Von Juni bis November 1949 leitete er die Abteilung Kader der DWK bzw. von November 1949 bis Ende September 1951 die Hauptabteilung Personal des Ministeriums des Innern. 1949/50 war Riemer Mitglied der Zentralen Parteikontrollkommission der SED.
Von Oktober bis Dezember 1951 war er Assistent im VEB Stahl- und Walzwerk Riesa. Ab Januar 1952 wirkte Riemer zunächst als kommissarischer Direktor, von März 1952 bis 1956 dann als Direktor der Eisenwerke West in Calbe (Saale). Von 1956 bis 1958 war er Leiter der Hauptverwaltung Eisenindustrie im Ministerium für Berg- und Hüttenwesen der DDR.
1958/59 fungierte Riemer als Erster Vorsitzender des Bezirkswirtschaftsrates Magdeburg und war Mitglied des Büros der SED-Bezirksleitung Magdeburg. Von 1958 bis 1963 gehörte er als Abgeordneter auch dem Bezirkstag Magdeburg an.  
Von 1958 bis 1963 war Riemer Kandidat des ZK der SED. 1959/60 fungierte er als Sektorenleiter Schwarzmetallurgie in der Staatlichen Plankommission (SPK). Ab 1960 war er Leiter der Abteilung Kader der SPK, von 1961 bis 1965 dann Leiter der Abteilung Kader im Volkswirtschaftsrat der DDR. Von 1965 bis 1971 fungierte er schließlich als stellvertretender Leiter der Abteilung Kader im Ministerium für Erzbergbau, Metallurgie und Kali. 
Riemer war Mitglied des Bezirkskomitees Berlin der Antifaschistischen Widerstandskämpfer und ständiger Vertreter der DDR im Internationalen Sachsenhausen-Komitee.

## Auszeichnungen
- Orden „Banner der Arbeit“ (1956)
- Vaterländischer Verdienstorden in Silber (1959, 1965) und in Gold (1969)
- Ehrenspange zum Vaterländischen Verdienstorden (1974)
- Karl-Marx-Orden (1984)